# لويز باتشيكو
لويز باتشيكو (بالبرتغالية: Luiz Pacheco‏) هو محرر وكاتب برتغالي، ولد في 7 مايو 1925 في لشبونة في البرتغال، وتوفي في 5 يناير 2008 في مونتيجو في البرتغال.